# Ito Shinobu
Shinobu Ito (sinh ngày 7 tháng 5 năm 1983) là một cầu thủ bóng đá người Nhật Bản.

## Sự nghiệp câu lạc bộ
Shinobu Ito đã từng chơi cho Cerezo Osaka và Mito HollyHock.